# Léon Lefebvre
Pour les articles homonymes, voir Lefebvre.
Léon Lefebvre (né le 11 mars 1848 à Lille où il est mort le 17 janvier 1916) est un imprimeur et écrivain français. Il fut membre de la Société des sciences et arts de Lille, dont il fut le trésorier de 1904 à 1910, et de la Commission historique du Nord. À sa mort en 1916, il dirige l'imprimerie familiale Lefebvre-Ducrocq, à la tête de laquelle lui et son frère Georges ont succédé à leur père vers 1875.
Il est l'auteur de nombreuses publications sur l'histoire du théâtre et de la musique à Lille, ainsi que sur les fêtes et les bâtiments lillois. Après sa mort, son fils Jacques a fait don d'une grande partie de sa bibliothèque à la Bibliothèque municipale de Lille. Ce fonds, constitué d'une grande diversité de documents (images, coupures de presse, brochures, etc.) portant sur les thématiques chères à l'auteur, est connu sous l'appellation « Fonds Lefebvre » et toujours conservé en réserve.

## Œuvres principales
- Un chapitre de l'histoire du théâtre de Lille, Lille, Imprimerie de Lefebvre-Ducrocq, 1890, lire en ligne sur Gallica.
- Souvenirs de théâtre d'un Lillois, Lille, Imprimerie de Lefebvre-Ducrocq, 1890, lire en ligne sur Gallica.
- La Musique et les beaux-arts à Lille au XVIIIe siècle, Lille, Imprimerie Lefebvre-Ducrocq, 1893.
- Le théâtre de Lille au XVIIIe siècle. Auteurs & acteurs, Lille, Imprimerie de Lefebvre-Ducrocq, 1894, lire en ligne sur Gallica.
- L'Orchestre du théâtre de Lille, Lille, Imprimerie Lefebvre-Ducrocq, 1898.
- Histoire du théâtre de Lille, de ses origines jusqu'à nos jours, Lille , Imprimerie de Lefebvre-Ducrocq, 1901-1907, 5 vol. (volume 1 lire en ligne sur Gallica).
- Fêtes lilloises du XIVe au XVIe siècle : jeux scéniques, ébattements et joyeuses entrées : le roi des sots et le prince d'amour, Lille : Impr. Lefebvre-Ducrocq, 1902. Texte en ligne disponible sur LillOnum
- La Procession de Lille du XVe au XVIIe siècle : groupes, histoires et jeux scéniques, Lille : impr. de Lefebvre-Ducrocq, 1902. Texte en ligne disponible sur LillOnum
- Les Origines du théâtre à Lille aux XVe et XVIe siècles, Lille, Imprimerie de Lefebvre-Ducrocq, 1905.
- La Salle de la rue de la Comédie, 1702-1787, Lille, Lefebvre-Ducrocq, 1906.
- Le Théâtre à Lille au XVIIe siècle, comédiens de campagne et théâtre régulier, Lille, Imprimerie Lefebvre-Ducrocq, 1906.
- Le Concert de Lille, 1726-1816, Lille, Imprimerie de Lefebvre-Ducrocq, 1908.
- Livrets des Salons de Lille : précédés d'une introd. et suivis d'une table des noms, Lormaye, Librairie des arts et métiers-éd., 1872, 19 p. (ISBN 2-85497-045-4, présentation en ligne).